# Bensonocythere sapeloensis
Bensonocythere sapeloensis är en kräftdjursart som först beskrevs av Hall 1965.  Bensonocythere sapeloensis ingår i släktet Bensonocythere och familjen Hemicytheridae. Inga underarter finns listade.